# La Belle Personne
La Belle Personne è un film del 2008 diretto da Christophe Honoré.
È un adattamento cinematografico del romanzo La principessa di Clèves di Madame de La Fayette.

## Trama
La sedicenne Junie cambia liceo dopo la morte della madre. La ragazza si iscrive nella stessa classe del cugino Matthias, che le presenta il suo gruppo di amici. Junie viene presto corteggiata dai ragazzi del gruppo e diventa la fidanzata del più tranquillo e timido, Otto, ma presto incontra l'amore della sua vita, Nemours, il suo professore di italiano. La loro passione, però, è votata al fallimento. Junie non vuole abbandonarsi ai suoi sentimenti e continua a precludersi la felicità ritenendola illusoria.

## Distribuzione
- Spagna: La Belle Personne, 10 settembre 2008
- Francia: La Belle Personne, 12 settembre 2008
- Germania: Das schöne Mädchen, 12 settembre 2008

## Riconoscimenti
- Lecce Festival of European Cinema 2008: "miglior sceneggiatura"